# M90 (motorväg)

Lägeskarta.

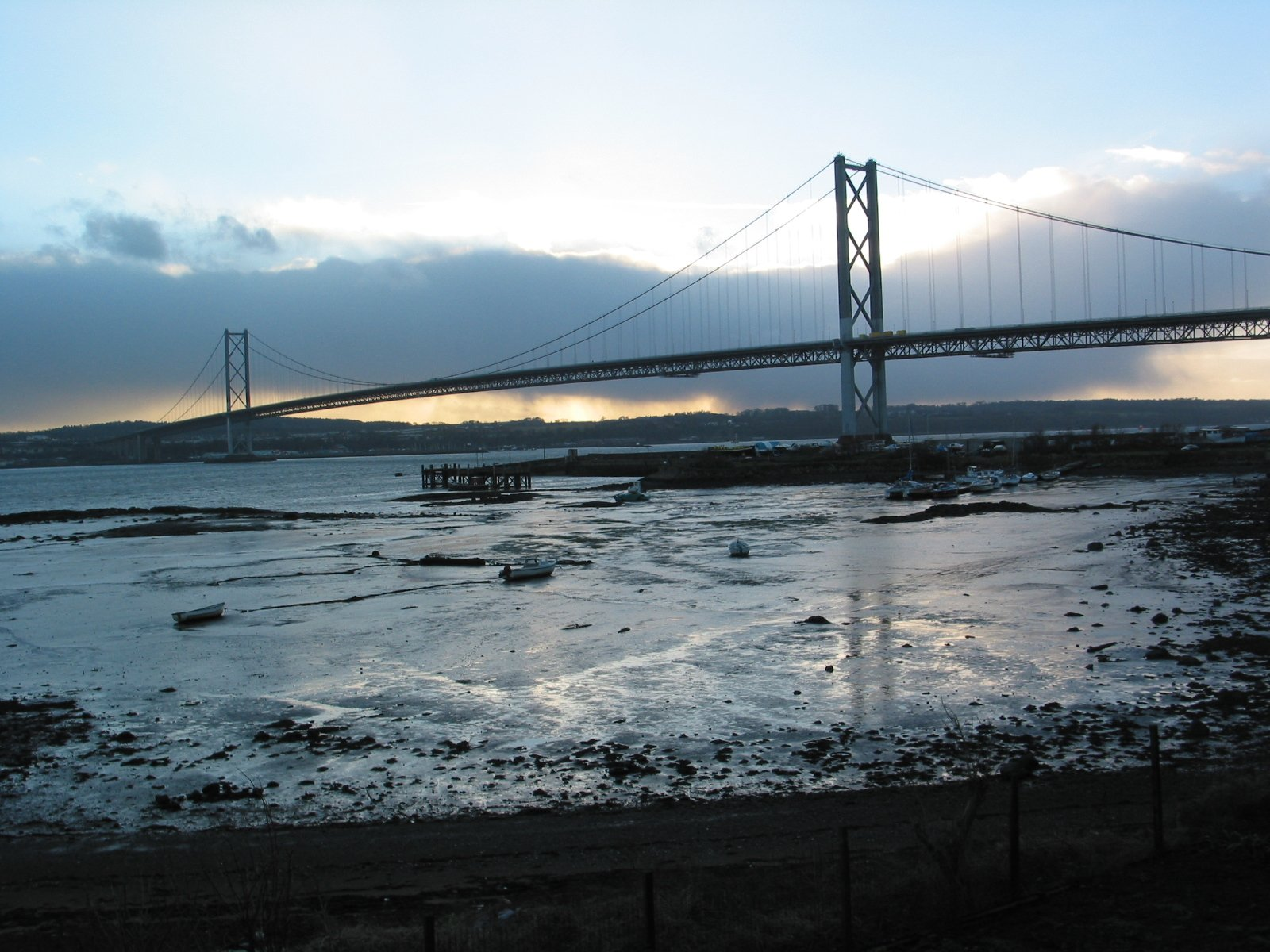
Forth Road Bridge

M90 är en motorväg i Storbritannien. Motorvägen som går i Skottland utgår från Forth Road Bridge som är en vägbro som går parallellt med den järnvägsbron Forth Bridge. Motorvägen går sedan norrut till Perth.